# Baccharis arizonica
Baccharis arizonica là một loài thực vật có hoa trong họ Cúc. Loài này được Eastw. mô tả khoa học đầu tiên năm 1931.